# Apochthonius hobbsi
Apochthonius hobbsi är en spindeldjursart som beskrevs av William B. Muchmore 1994. Apochthonius hobbsi ingår i släktet Apochthonius och familjen käkklokrypare. Inga underarter finns listade i Catalogue of Life.